# Rollot
Rollot és un municipi francès al departament del Somme, regió dels Alts de França. L'any 2007 tenia 701 habitants.

## Poblacions properes
El següent diagrama mostra les poblacions més properes.

## Demografia

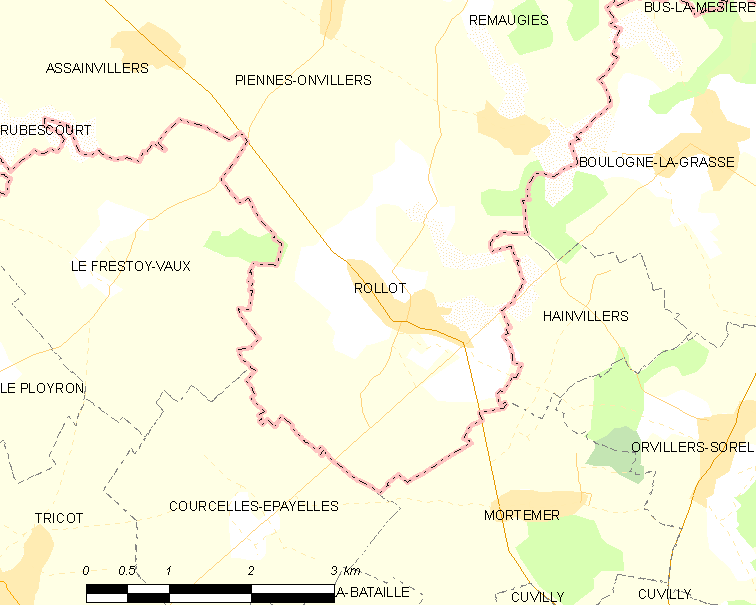

El 2007 la població de fet de Rollot era de 701 persones. Hi havia 231 famílies de les quals 41 eren unipersonals (22 homes vivint sols i 19 dones vivint soles), 56 parelles sense fills, 119 parelles amb fills i 15 famílies monoparentals amb fills. La població ha evolucionat segons el següent gràfic:
Habitants censats

### Habitatges
El 2007 hi havia 284 habitatges, 246 eren l'habitatge principal de la família, 12 eren segones residències i 26 estaven desocupats. 273 eren cases i 10 eren apartaments. Dels 246 habitatges principals, 203 estaven ocupats pels seus propietaris, 38 estaven llogats i ocupats pels llogaters i 5 estaven cedits a títol gratuït; 1 tenia una cambra, 12 en tenien dues, 37 en tenien tres, 73 en tenien quatre i 123 en tenien cinc o més. 182 habitatges disposaven pel capbaix d'una plaça de pàrquing. A 93 habitatges hi havia un automòbil i a 135 n'hi havia dos o més.

### Piràmide de població
La piràmide de població per edats i sexe el 2009 era:
| Homes | Edats   | Dones |
| ----- | ------- | ----- |
| 0     | 95 o +  | 0     |
| 0     | 90 a 94 | 0     |
| 4     | 85 a 89 | 4     |
| 4     | 80 a 84 | 4     |
| 16    | 75 a 79 | 16    |
| 16    | 70 a 74 | 20    |
| 4     | 65 a 69 | 8     |
| 8     | 60 a 64 | 8     |
| 8     | 55 a 59 | 4     |
| 16    | 50 a 54 | 12    |
| 32    | 45 a 49 | 24    |
| 20    | 40 a 44 | 36    |
| 28    | 35 a 39 | 36    |
| 28    | 30 a 34 | 28    |
| 12    | 25 a 29 | 16    |
| 12    | 20 a 24 | 16    |
| 36    | 15 a 19 | 36    |
| 36    | 10 a 14 | 28    |
| 12    | 5 a 9   | 12    |
| 8     | 0 a 4   | 20    |

## Economia
El 2007 la població en edat de treballar era de 447 persones, 337 eren actives i 110 eren inactives. De les 337 persones actives 291 estaven ocupades (169 homes i 122 dones) i 45 estaven aturades (22 homes i 23 dones). De les 110 persones inactives 37 estaven jubilades, 26 estaven estudiant i 47 estaven classificades com a «altres inactius».

### Ingressos
El 2009 a Rollot hi havia 273 unitats fiscals que integraven 779 persones, la mediana anual d'ingressos fiscals per persona era de 16.364 €.

### Activitats econòmiques
Dels 21 establiments que hi havia el 2007, 3 eren d'empreses alimentàries, 3 d'empreses de fabricació d'altres productes industrials, 7 d'empreses de construcció, 3 d'empreses de comerç i reparació d'automòbils, 1 d'una empresa de transport, 1 d'una empresa d'hostatgeria i restauració, 1 d'una empresa de serveis, 1 d'una entitat de l'administració pública i 1 d'una empresa classificada com a «altres activitats de serveis».
Dels 9 establiments de servei als particulars que hi havia el 2009, 1 era una oficina de correu, 2 paletes, 1 guixaire pintor, 2 lampisteries, 2 empreses de construcció i 1 restaurant.
Dels 3 establiments comercials que hi havia el 2009, 2 eren fleques i 1 una joieria.
L'any 2000 a Rollot hi havia 11 explotacions agrícoles que ocupaven un total de 1.540 hectàrees.

## Equipaments sanitaris i escolars
El 2009 hi havia una escola elemental integrada dins d'un grup escolar amb les comunes properes formant una escola dispersa.